# Baron Lumley

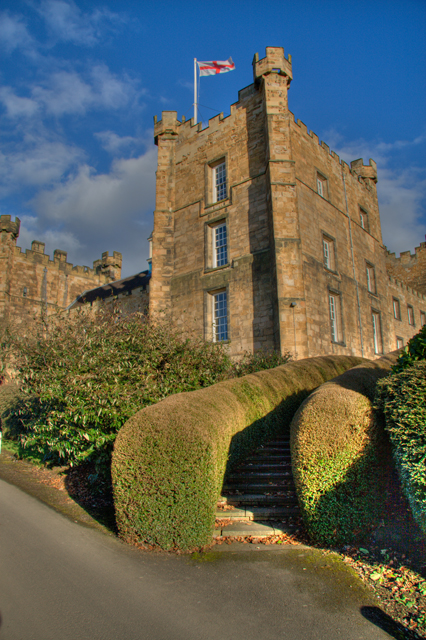
Lumley Castle

Baron Lumley, of Lumley Castle in the County of Durham, ist ein erblicher britischer Adelstitel, der dreimal in der Peerage of England geschaffen wurde.
Stammsitz der Barone ist Lumley Castle in Chester-le-Street im County Durham.

## Verleihungen
In erster Verleihung wurde der Titel am 28. September 1384 für Ralph Lumley geschaffen, indem dieser durch Writ of Summons ins königliche Parlament berufen wurde. Um 1392 erbaute er Lumley Castle. Er beteiligte sich 1399 an der Verschwörung zur Ermordung König Heinrichs IV. und Wiedereinsetzung König Richards II. (The Epiphany Rising), wurde aber 1400 gefangen genommen und hingerichtet. Sein Titel wurde ihm postum aberkannt und seine Ländereien einschließlich Lumley Castle von der Krone eingezogen. 1461 erreichte sein Enkel Thomas Lumley die Wiederherstellung des Titels als 2. Baron. Der Titel erlosch 1544 beim Tod des 5. Barons, da sein Sohn George wegen seines Widerstandes gegen die Auflösung der englischen Klöster unter König Heinrich VIII. als Hochverräter seine Ansprüche verwirkt hatte.
Georges Sohn, Sir John Lumley, erreichte 1547, dass ihm der Titel per Letters Patent neu verliehen wurde. Der Titel erlosch jedoch, als er am 11. April 1609 kinderlos starb.
Am 31. Mai 1681 wurde der Titel für Richard Lumley, 2. Viscount Lumley, einen Cousin des letzten Barons, neu geschaffen. Er hatte 1663 von seinem Großvater den Titel Viscount Lumley, of Waterford, geerbt, der diesem 1628 in der Peerage of Ireland verliehen worden war. 1689 wurde er zudem in der Peerage of England zum Viscount Lumley, of Lumley Castle in the County of Durham, und 1690 zum Earl of Scarbrough erhoben. Sein Sohn, der spätere 2. Earl, wurde bereits am 4. März 1715 per Writ of Acceleration als 2. Baron Lumley ins Parlament berufen und erbte dadurch vorzeitig den Baronstitel. Die Baronie Lumley ist bis heute ein nachgeordneter Titel des Earls of Scarbrough.

## Liste der Barone Lumley

### Barone Lumley, erste Verleihung (1384)
- Ralph Lumley, 1. Baron Lumley (1362–1400) (Titel verwirkt 1400)
- Thomas Lumley, 2. Baron Lumley (1408–1485)  (Titel wiederhergestellt 1461)
- George Lumley, 3. Baron Lumley (um 1445–1507)
- Richard Lumley, 4. Baron Lumley (um 1477–1510)
- John Lumley, 5. Baron Lumley (1492–1544) (Titel verwirkt 1544)

### Barone Lumley, zweite Verleihung (1547)
- John Lumley, 1. Baron Lumley (um 1533–1609)

### Barone Lumley, dritte Verleihung (1681)

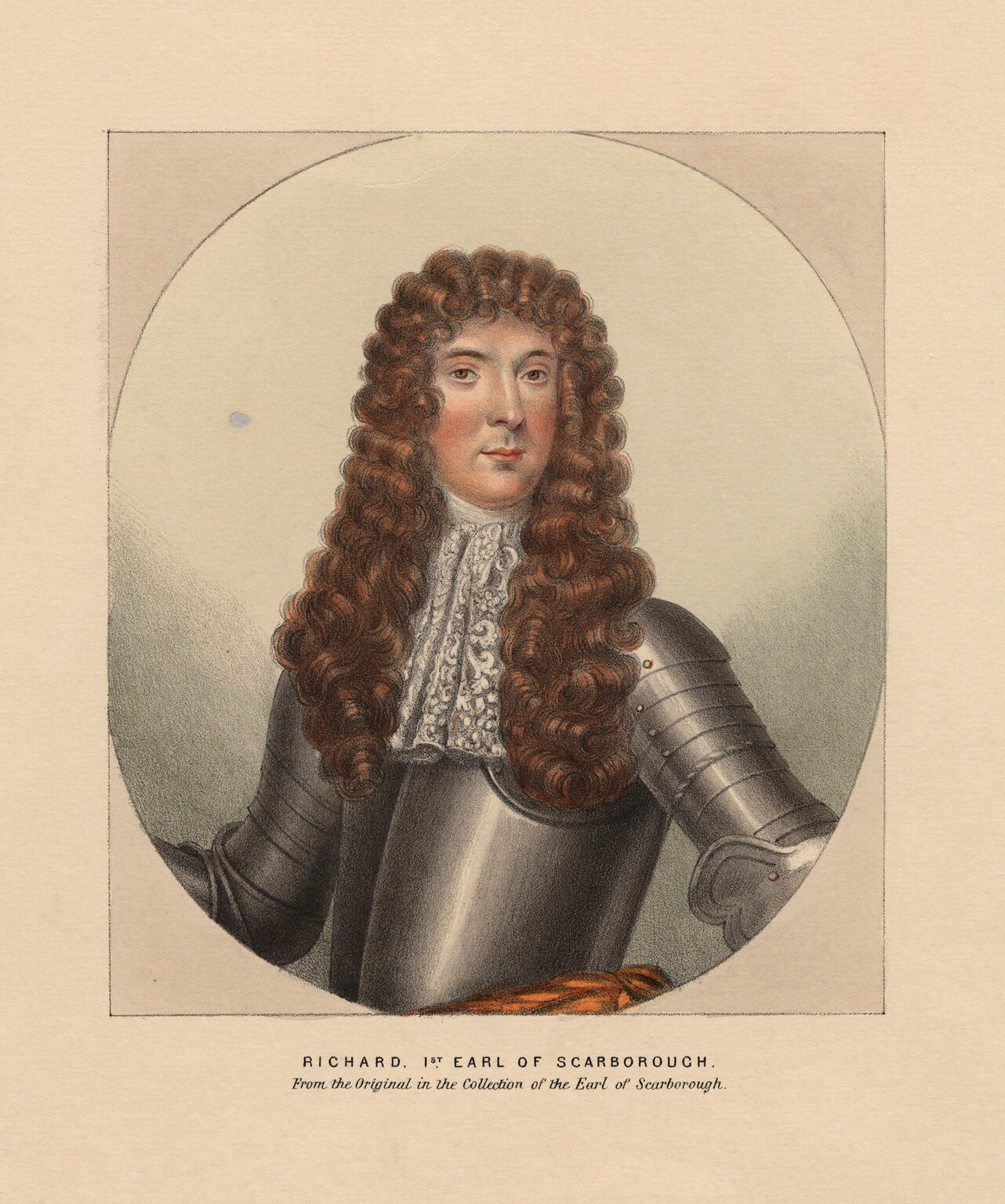
Richard Lumley, 1. Earl of Scarbrough

- Richard Lumley, 1. Earl of Scarbrough, 1. Baron Lumley (1650–1721)
- Richard Lumley, 2. Earl of Scarbrough, 2. Baron Lumley  (1686–1740) (by Writ of Acceleration 1715)
- Thomas Lumley-Saunderson, 3. Earl of Scarbrough, 3. Baron Lumley  (um 1691–1752)
- Richard Lumley-Saunderson, 4. Earl of Scarbrough, 4. Baron Lumley  (1725–1782)
- George Lumley-Saunderson, 5. Earl of Scarbrough, 5. Baron Lumley  (1753–1807)
- Richard Lumley-Saunderson, 6. Earl of Scarbrough, 6. Baron Lumley  (1757–1832)
- John Lumley-Savile, 7. Earl of Scarbrough, 7. Baron Lumley  (1761–1835)
- John Lumley-Savile, 8. Earl of Scarbrough, 8. Baron Lumley  (1788–1856)
- Richard Lumley, 9. Earl of Scarbrough, 9. Baron Lumley  (1813–1884)
- Aldred Lumley, 10. Earl of Scarbrough, 10. Baron Lumley  (1857–1945)
- Lawrence Lumley, 11. Earl of Scarbrough, 11. Baron Lumley  (1896–1969)
- Richard Lumley, 12. Earl of Scarbrough, 12. Baron Lumley  (1932–2004)
- Richard Lumley, 13. Earl of Scarbrough, 13. Baron Lumley  (* 1973)

Mutmaßlicher Titelerbe (Heir Presumptive) ist der Bruder des jetzigen Titelinhabers, Thomas Lumley (* 1980).